# Суримоно

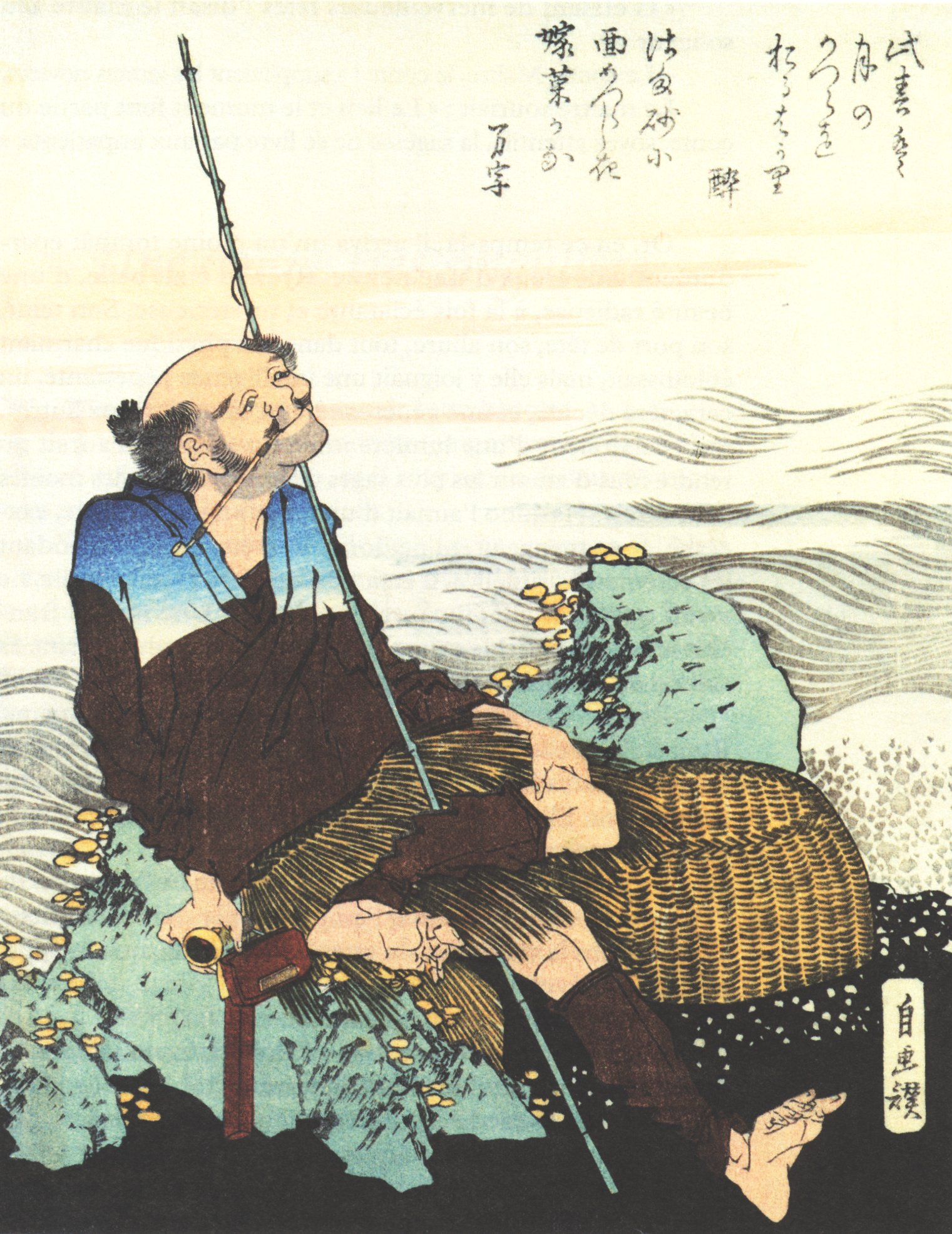
Суримоно. Кацусика Хокусай

Суримоно (яп. 摺物) разновидность традиционной японской ксилографии, гравюра, предназначенная для подарка на праздник или посвящённая определённому событию в жизни.
Обычно представляет собой лист малого размера (тяготеет к квадратному формату со стороной 20 см). Часто используются дорогие материалы, сложные техники исполнения, новаторские приёмы и свободные композиции. Почти всегда неотъемлемой частью гравюры суримоно служит поэтический текст.
Суримоно получили распространение в период Эдо в среде городской интеллигенции.